# Historia del perfume
La perfumería es el arte de hacer perfumes y se practica, de forma sistemática, tiempo atrás de los albores de la civilización, siendo desarrollada, posteriormente, por los persas y los árabes. A pesar de que el perfume y su estudio ya existían en el Lejano Oriente, sus fragancias se basaban, fundamentalmente, en el incienso.

## Comienzos

### Edad de Piedra
Como anteriormente mencionado, el uso de sustancias aromáticas se constata desde los mismísimos albores de la civilización. Algunos autores lo han trazado hasta el propio neolítico y destacan el posible uso de aromas para atraer presas en la caza o ahuyentar insectos, entre otros.
Muchos de los usos más antiguos derivan de sustancias como el incienso, cuyo aroma se empleaba quemando la planta. Era típico su uso asociado a ritos religiosos, siendo la quema de sustancias aromáticas (y, a veces, psicoactivas) parte fundamental de las ceremonias chamánicas.

### Antiguo Egipto

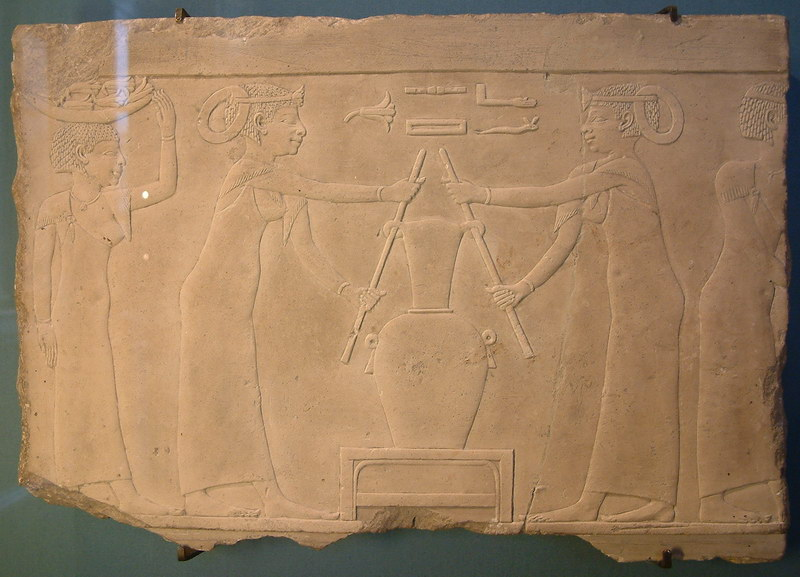
Escena egipcia que describe la preparación del perfume de lirio

Se conoce el uso de un cosmético basado en el incienso perfumado en el antiguo Egipto llamado kyfi, usado hace, aproximadamente, 5000 años como muestran los hallazgos en el sitio arqueológico de Luxor. Se usaba tanto para ocultar los olores humanos como para fines religiosos, ya fuesen alejar malos espíritus o complacer a los dioses. Se han encontrado bolas de resina en tumbas de El Mahasna, con hallazgos datados de fechas tan antiguas como la quinta dinastía.
Es también relevante el templo de Deir el-Bahari, el cual presenta relieves mostrando una expedición en pos de incienso. En esa época, el incienso era un bien de lujo que se comerciaba internacionalmente, siendo la mayor parte del mismo obtenida en comercios con Oriente.

### Chipre, Canaán y Levante Mediterráneo, Arabia
Los perfumes más antiguos conocidos se descubrieron en la isla de Chipre. Excavaciones arqueológicas en 2004-2005 bajo la iniciativa de un equipo italiano desenterraron evidencias de una fábrica que existió hace 4.000 años durante la Edad del Bronce. Abarcaba un área de más de 4,000m², indicando que la fabricación de perfume era a escala industrial. Muchos de los artefactos descubiertos se encuentras en exposición en Roma.
La Biblia menciona hasta 113 veces, en el Antiguo Testamento, el uso de aromas, y describe un perfume sagrado (Éxodo 30:22-33) compuesto de mirra líquida, canela fragante, caña fragante, y casia. Su uso por no sacerdotes se encontraba prohibido.
En general, el oriente de Arabia fue una gran fuente de sustancias aromáticas (incienso, mirra, azafrán, caña, acanto...), siendo su comercio una de las fuentes de riqueza la llamada Arabia Felix.

### India
El perfume y la perfumería también se empleaban en la civilización del valle del Indo (3300 al 1300 a. C.) Las evidencias arqueológicas sugieren que se usaban aceites aromáticos adaptando técnicas de Asia Oriental a la flora local, con el primer uso conocido de raíces y partes subterráneas de plantas. Usaban plantas como semillas de zarzaparrilla, olíbano y cipreses
En la India, se encontraron, también, los primeros indicios de destilación. Según un informe de 1975, el arqueólogo Paolo Rovesti encontró un aparato de terracota usado para destilar en el valle del Indo, junto con contenedores de aceite del mismo material. El carbono-14 los dató en, aproximadamente, el 3000 a. C. Rovesti afirma que se empleaban vasijas de terracota con orificios taponados para hervir plantas aromáticas, de forma que sus vapores impregnaran el material y se pudiera condensar el aceite aromático. La destilación del ittar, un perfume natural, es mencionada por primera vez en los texto ayurvédicos Charaka Samhita y Sushruta Samhita. Las referencias al perfume son recogidas en una enciclopedia llamada Brihat-Samjita y escrita por Varāhamihira, un astrónomo, matemático y astrólogo de la ciudad de Ujjain. Fue una de las ‘nueve joyas' de la corte del maharajá de Malwa. La sección de perfumes trata, principalmente, la fabricación de perfumes para beneficiar a "personas reales y miembros de harenes". El texto fue escrito en slokas, en sánscrito, hablada en el siglo X por Utpala.

### China y Japón
Alrededor del 2000 a. C., consta el uso de perfumes en ceremonias religiosas en la antigua China. Las plantas documentadas incluyen cassia, canela, styrax y sándalo. El uso de incienso desde épocas neolíticas se extendió bajo las dinastías Xia, Shang y Zhou, hasta alcanzar un pico bajo la dinastía Song, donde se erigieron edificios destinados a ceremonias con incienso.
Este uso se exportó a Japón en el siglo VI a través de monjes budistas coreanos, quienes usaban los aromas en sus ritos de purificación. Los aromas de koh (un incienso japonés de alta calidad) formaban parte de los lujos de la corte imperial durante el período Heian. Durante el shogunato Ashikaga del siglo XIV, los samuráis usaban armaduras perfumadas y durante el periodo Muromachi (siglos XV-XVI) se extendió el uso del kōdō entre las clases medias y altas.

### Mesopotamia

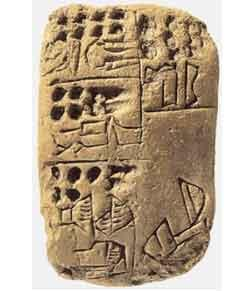
Tabla mesopotánica de Tapputi-Belatekallim 1200 B.C.E.

La primera química de la que se conoce el nombre fue una perfumera llamada Tapputi, cuya existencia es registrada en una tablilla cuneiforme del 1200 a. C. en Mesopotamia. Tenía un papel importante en el gobierno y religión mesopotámica como capataz del Palacio Real. Desarrolló métodos para extraer fragancias, que serían la base de la perfumería, y fue la primera de la que se tiene constancia en registrar las técnicas usadas para ello. Los métodos que se han conservado se basen en el uso de solventes. Los usos eran, igualmente, religiosos, incluyendo su uso durante rituales de adivinación.

### Antigüedad clásica
La antigua Grecia empleaba la quema de sustancias aromáticas en los templos con fines religiosos. La ambrosía, como sustancia divina, muestra también un carácter aromático entre otras supuestas cualidades. 
El uso de aceites y otras sustancias era también típico como parte de las prácticas higiénicas y deportivas. Así Hipócrates recoge su uso medicinal:

Luego sumergiéndolo en agua de rosas o aceites egipcios, aplicándolo durante el día o tan pronto como pica, retirándolo y bañándolo, de nuevo, en leche de mujer y aceite egipcio, y aplicando durante la noche aguas aromatizadas y sebo.
Hipócrates, ii, 710

Económicamente, tenía especial fama la polis de Corinto, lugar de procedencia de aríbalos y ánforas de sustancias aromáticas.
La antigua Roma mantuvo las sustancias aromáticas de las sociedades mediterráneas que conquistó. Sin embargo, como en otras disciplinas de la técnica, aportaron más soluciones técnicas e incrementales que revoluciones científicas. Así, destacan los primeros usos de vidrio como envase de los perfumes. 
Los ingredientes básicos y los métodos de hacer perfume conocidos en el siglo I fueron descritos por Plinio el Viejo en el libro XII de su Naturalis Historia.

## Época islámica
La edad del oro islámica contribuyó significativamente al desarrollo de la perfumería en dos áreas: perfeccionando la extracción de fragancias a través de la destilación de vapores e introduciendo nuevos materiales. Ambos hechos influyeron en el arte de la perfumería y en su desarrollo como ciencia dentro de la química.
Con el nacimiento del Islam, los musulmanes mejoraron la producción del perfume y desarrollaron su uso en la vida diaria y en la práctica religiosa. Utilizaban almizcle, rosas y ámbar, entre otros materiales. Mediante el comercio, las culturas islámicas como los árabes y los persas tenían acceso a una amplia variedad de especias, resinas, hierbas, maderas exóticas, hierbas y fragancias animales materiales como el ambergris y el almizcle. Además de obtenerlas por el comercio con tierras lejanas, muchas de las flores y hierbas utilizadas en la perfumería fueron cultivadas por los musulmanes — las rosas y el jazmín era nativas de la región, y otras plantas como la naranja amarga y otros árboles cítricos fueron importados de China y el sureste asiático al poder ser cultivado en Oriente Medio.
En la cultura islámica, el uso de perfume ha sido registrado desde el siglo VI y su uso era considerado un deber religioso. Mahoma llegó a decir:

El baño del viernes es obligatorio para cada hombre musulmán que haya llegado a la pubertad y (también) la limpieza de sus dientes con Miswaak (ramita utilizada como cepillo de dientes), asó como el uso de perfume si está disponible. (Sahih al-Bujari).

A menudo se mezclaban extractos en el cemento que se usaba para construir mezquitas. Estos rituales incentivaron a los científicos musulmanes a buscar y desarrollar una manera más barata de producir incienso en masa.
Muchos descubrimientos en perfumería tuvieron entonces su origen en el siglo X, notablemente en lo que respecta a técnicas y mejoras de la destilación. Gracias al trabajo de dos químicos árabes, Jābir ibn Hayyān (Geber, 722, Iraq), y Al-Kindi (Alkindus, 801, Iraq) se estableció la perfumería como industria. Jabir desarrolló muchas técnicas, incluyendo la destilación, evaporación y filtración, para obtener el olor de plantas en un vapor que pudiera ser recogido en forma de agua o aceite.
Al-Kind fue el fundador de la industria moderna del perfume al llevar a cabo experimentos para combinar plantas y otras fuentes con el objetivo de obtener nuevas fragancias. Elaboró un gran número de ‘recetas' para perfumes, cosméticos y medicinas. Su trabajo en el laboratorio es descrito como:

Recibí la siguiente descripción, o receta, de Abu Yusuf Ya'qub b. Ishaq al-Kindi, y le vi haciéndolo y dándole una adición en mi presencia.

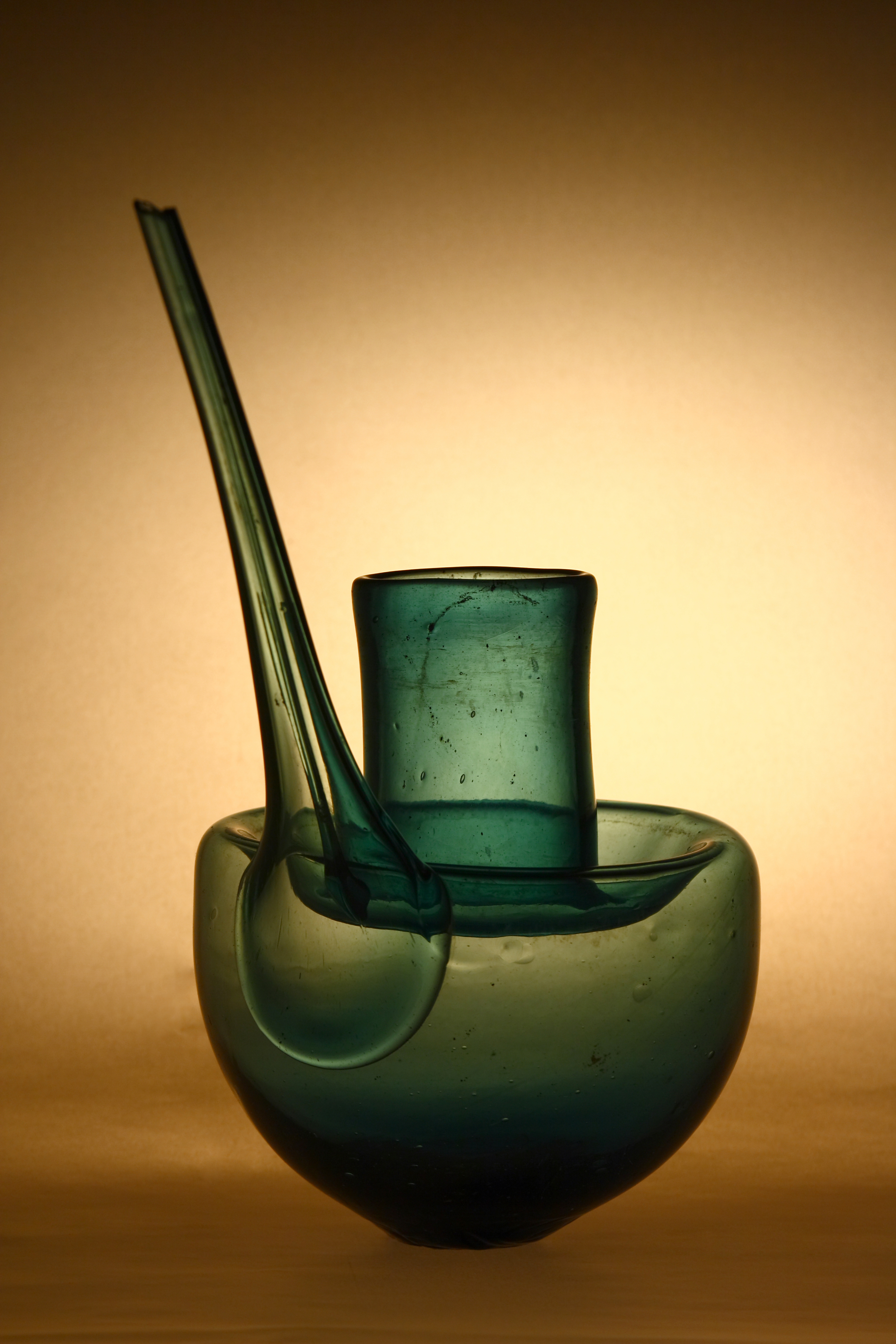
Alambique persa del, Tabriz

El autor continúa hablando de la preparación de un perfume llamado ghaliya, el cual contenía almizcle, ámbar y otros ingredientes que revelan una lista de nombres técnicos de sustancias y técnicas. Al-Kindi también escribió en el siglo IX un libro sobre perfumes llamado ‘Libro de la Química del Perfume y las Destilaciones'. Contenía más de cien recetas para aceites aromáticos, salvas, aguas aromáticos y sustitutos e imitaciones de sustancias caras. El libro también describía cientosiete métodos y recetas para hacer perfume con el equipamiento necesario, como el alambique que recibe su nombre del árabe.
El médico y farmacéutico musulmán persa Avicena (también transcrito como Ibn Sina) introdujo el proceso de extraer aceites de flores mediante destilación, procedimiento utilizado hasta hoy. Fue el primero en experimentar con el aroma de rosas. Hasta su trabajo, los perfumes líquidos eran mezclas de aceite y hierbas o pétalos, con fuertes aromas. El agua de rosas, cuya producción por destilación de vapores fue mejorada, era más delicada e inmediatamente se hizo popular. Los ingredientes y la tecnología de destilación fueron una fuerte influencia en la posterior perfumería occidental influyó en la perfumería como ciencia y en la química en general.
Los perfumes árabes llegaron a las cortes europeos a través de Al-Ándalus en el oeste y de los cruzados en el este. Así, huevos y perfumes florales llegaron a Europa en los siglos XI y XII de Arabia mediante el comercio y el retorno a sus tierras de cruzados. A menudo, el comercio de los perfumes se vio mezclado con el de especias y tintes. Hay registros del Gremio de Pimenteros de Londres datando de 1179 que muestran comercio con musulmanes en especias, ingredientes para perfume y tintes.

## El perfume en la Edad Moderna

### La perfumería en el Mediterráneo y su extensión a Europa
La perfumería vino a Europa desde el siglo XIV, parcialmente gracias a la influencia árabe, gracias a los vínculos comerciales con Oriente. El arte de la perfumería prosperó así en la Italia del Renacimiento. Las ciudades comerciales italianas, con fuertes vínculos con Oriente, fueron uno de los primeros focos de la perfumería europea moderna. Boccaccio lo menciona en su Decamerón (1351-1353):

Sin permitir que nadie más pusiera mano sobre él, la señora misma lavó a Salabaetto con jabón aromatizado con almizcle y clavo. Luego se hizo lavar a ella misma por los esclavos. Una vez hecho, estos trajeron dos sábanas finas y muy blancas, también aromatizadas con rosas y que parecían rosas; los esclavos envolvieron a Salabaetto en una y a la señora en la otra y los llevaron en hombros a la cama... luego tomaron de la cesta jarras de plata de gran belleza algunas llenas con aguas de rosas, algunas con agua de narangas, algunas con aguas de jazmín y algunas con agua de limón, que rociaron sobre ellos

Italia no fue la única vía por la que la perfumería llegó a Europa. Los húngaros quienes crearon el primer perfume moderno, hecho de aceites aromáticos en una solución de alcohol en 1370 para la reina Isabel de Hungría. Recibió por ello el nombre de agua de Hungría. 
Igualmente, Joan Corominas registra en la obra en idioma catalán de Bernat Metge Lo somni (1399) el primer uso del término perfume (derivado del latín "a través del humo").
Los refinamientos italianos llegaron a Francia en 1533 cuando Catalina de Medici dejó Florencia para casarse en el siglo XVI con el príncipe heredero francés. Junto a ella partió su perfumero, Rene el florentino. Su laboratorio estaba conectado con los apartamentos de la reina por un pasaje secreto, de forma que ninguna fórmula pudiera ser robada de camino. Es a través del francés parfum que el término se difundiría por Europa.
Otro hito fue la fundación en Florencia en 1612 de la Officina profumo-farmaceutica di Santa Maria Novella que se considera la perfumería dedicada más antigua en Europa. 

### Francia

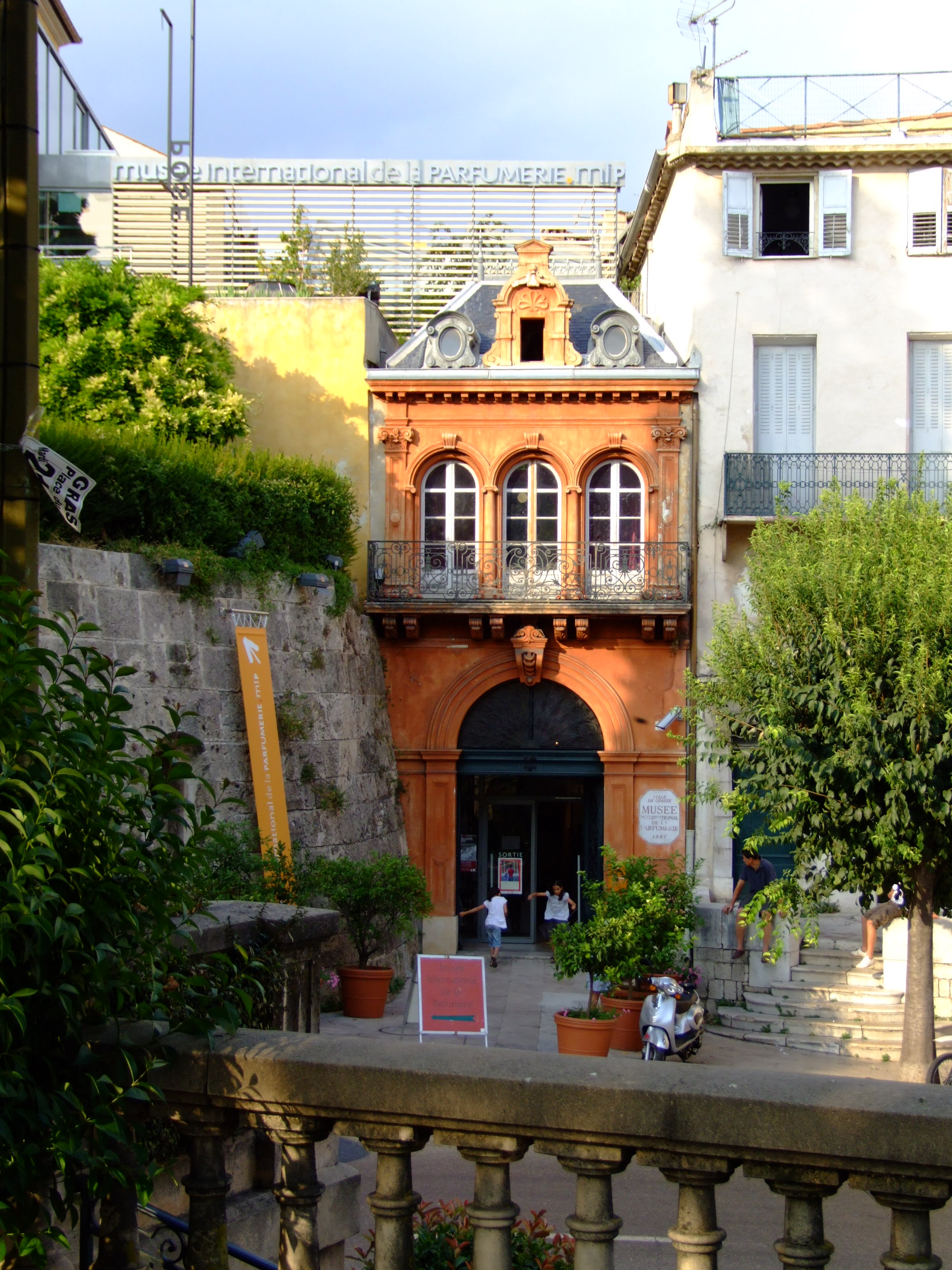
Museo de la perfumería en Grasse

Francia se convirtió así en el centro europeo del perfume y la cosmética. El cultivo de flores para extraer esencia para perfumes, creció se convirtió en una industria importante en el del sur de Francia. Ciudades como Montpellier y Grasse pasaron a ser considerada capitales mundiales del perfume. 
Durante el Renacimiento, los perfumes se hicieron populares entre la realeza y los ricos para enmascarar olores debidos a las prácticas sanitarias de la época. En parte debido a este patronazgo, la perfumería occidental se convirtió en una industria, con un gran éxito durante el siglo XVII. Los guantes perfumados se hicieron populares en Francia y en 1656 se estableció el gremio de guantes y perfumes. Los fabricantes de perfume actuaban muchas veces como químicos más generales, proveyendo también veneno y se cuenta la historia de una duquesa que murió por guantes envenenados.
El perfume llegó a su cenit bajo Luis XV en el siglo XVIII. Su corte era apodada "la cour parfumée" (la corte perfumada). Madame de Pompadour encargó grandes cantidades de perfume y el rey pedía tener una fragancia distinta en su apartamento cada día. No solo se aplicaba el perfume diariamente a la piel sino también a la ropa, abanicos y muebles, sustituyendo al jabón y agua. 
Era conocida "a la mode de Montpellier" por los ingredientes extra para reforzar sus fragancias.

### Inglaterra
El uso de perfume tuvo su apogeo en Inglaterra durante los reinados de Enrique VIII (1509-1547) y su hija Isabel I (1558-1603). Henry Percy, VI conde de Northumberland en 1511-12 encargó aguas aromatizadas para su uso, que requería un galón a la semana. El uso siguió durante el reinado de Isabel I (1558-1603), aromatizándose los sitios públicos en presencia de la reina. En un inventario de 1571 de los bienes del farmacéutico de Southampton John Brodocke se listan 32 tipos de aguas aromatizadas comercializadas en su tienda.

### América colonial
En América las primeras fragancias fueron colonias y aguas aromáticas usadas por exploradores franceses en Nueva Francia. El agua de Florida, un mezcla sencilla de eau de cologne con una pizca de aceite de clavo, cassia y lemongrass, fue popular. 

### Alemania

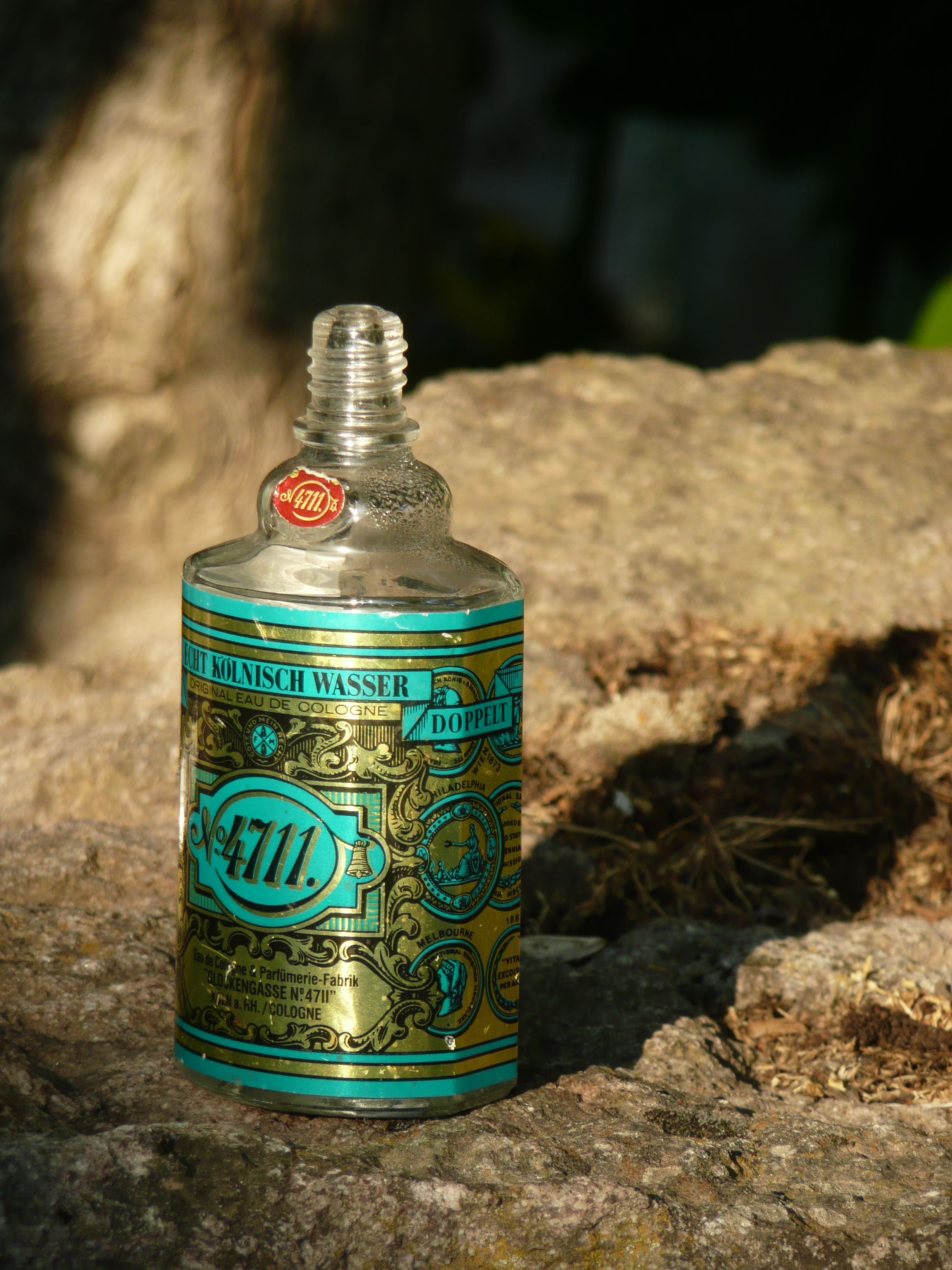
4711 cologne - la más famosa Agua de Colonia

Como en el caso francés, la perfumería alemana tiene su origen en influencias italianas. El piamontés Giovanni Paolo Feminis emigró a Alemania antes de 1685, para luego trasladarse a Colonia en 1693. Fue autor del Aqua Mirabilis, una formulación que pronto se popularizó.
A su vez, dicha Aqua Mirabilis sirvió de precedente para la Eau de Cologne. La Eau de Cologne fue desarrollada por el también inmigrante italiano en Colonia Giovanni Maria Farina (1685–1766) a principios del siglo XVIII. Los conocimientos de Farina en destilación, esencias, procesos de maceración y extracción eran considerables y fueron resultado del influjo de su familia materna (su abuela provenía de la familia Gennari, los famosísimos perfumistas italianos del siglo XVII).
Farina creó así en 1709 su fragancia «Farina aqua mirabilis» o «Farina Eau de Cologne» basada en aceites esenciales de limón, naranja, bergamota, mandarina, lima, cedro, pomelo y en una mezcla secreta de hierbas. Esta agua perfumada es fabricada hasta la fecha de acuerdo a la receta original por la casa Farina y se encuentra patentada como Original Eau de Cologne.
Este aroma era bastante innovador para la época, pues se trataba de una fragancia muy fresca en contraposición a la de los cargados perfumes (sobre todo franceses) que se usaban en aquel entonces. Gracias al Eau de Cologne la ciudad de Colonia fue reconocida en Europa entre los siglos XVIII–XIX como «ciudad de fragancias».

### Oriente Medio
En la Constantinopla del siglo XVII los venecianos y genoveses tenían farmacias que vendían aguas aromatizadas como el agua de rosas. Estas se usaron hasta el siglo XIX en las casas pudientes de Egipto como perfume, siendo costumbre rociar con ellas a los invitados tras la cena y antes de que regresaran a sus casas.

## El perfume en la Edad Contemporánea
Como con el resto de la industria y las artes, el perfume experimentó una revolución en el siglo XIX. Los gustos cambiantes y el desarrollo de la química moderna sentaron los cimientos de la perfumería moderna.

### Francia
La Revolución Francesa tuvo en 1791 un importante efecto en la perfumería. Al aprobarse ese año la ley Le Chapelier para acabar con el monopolio gremial y desarrollar la libertad de empresa, se acabó con el monopolio del Gremio de Perfumeros y se abrió el camino para las modernas casas de perfumes. En los siguientes años se crearían muchas de las compañías históricas del sector con pioneros como Jean-François Houbigant, L.T. Piver, Lubin, Jean Marie Joseph Farina, Bully o Guerlain.
El uso exorbitante del perfume por los poderosos siguió, así, durante la subsiguiente época napoleónica. Napoleón usaba dos cuartos de colonia de violeta a la semana y así como sesenta botellas de extracto doble de jazmín al mes. Josefina, su mujer, prefería perfumes más fuertes, teniendo afición al almizcle hasta tal punto que se podía oler en su boudoir sesenta años después de su muerte.
El colonialismo tuvo una gran influencia en la perfumería, al facilitar el acceso a plantas y materiales hasta entonces exóticos o prohibitivos como la vainilla, el ylang-ylang, el vetiver o el té.

Leonetto Cappiello, La rose Jacqueminot por François Coty

La siguiente revolución tuvo lugar tras 1860, con la industrialización de la industria y su conversión en un producto de masas. Comenzó la fabricación en serie y se crearon muchas de las casas modernas. El primer perfume de masas fue Chypre de François Coty en 1917. El desarrollo de la química permitió la síntesis de compuestos y avances en química orgánica (como el Trèfle incarnat a base de salicato de amil de L.T. Piver en 1896, La Rose Jacqueminot de François Coty en 1904 o Le Bon Marché). En 1882, Paul Parquet creó Fougère royale, el primer perfume hecho mediante síntesis a base de cumarina. Aimé Guerlain, hijo del perfumero que había creado una tienda en París en 1828, creó en 1889 el primer perfume de síntesis a base de vainilla y cumarina, Jicky. Paul Poiret creó en 1911 la marca les Parfums de Rosine, siendo pionero en la asociación entre la alta costura y el perfume.
Los desarrollos técnicos fueron acompañados con cambios en el modelo de negocio, generalizándose el concepto de salon de vente como espacio comercial frente a los laboratorios o lugares de producción. Coty es muchas veces considerada como la primera casa francesa de talla internacional, aunque algunos autores apuntan a las hoy en día extintas Delettrez o Violet como pioneras. Un último hito tuvo lugar en 1921 con el primer perfume de Coco Chanel, que ha sido considerado el primer caso de total brand en perfumería.

### Estados Unidos
La perfumería francesa conoció su edad de oro entre los años 1920 y 1960, dominando el mercado europeo y mundial antes de perder su puesto hegemónico frente a los perfumes estadounidenses. Estos trajeron nuevas innovaciones comerciales con el uso de los medios de comunicación de masas y de la mercadotecnica moderna. Así se acuñó el concepto de estilo de vida en la perfumería, comenzando con Charlie de Revlon en 1973. Como en otros sectores económicos, también se produjo una concentración empresarial desde los años noventa del siglo XX.

### Rusia
La fabricación de perfumes en Rusia se desarrolló tras 1861 y era un sector económico significativo para comienzos del siglo XX. La producción del perfume en la Unión Soviética pasó a ser parte de su economía planificada en la década de 1930, a aunque la producción no fue alta.